# André Paus
André Paus est un footballeur néerlandais né le 9 octobre 1965 à Weerselo aux Pays-Bas.

## Palmarès entraineur
- Championnat de Malte : 2014